# Examine.com
Examine.com es una empresa canadiense que realiza investigaciones científicas sobre temas relacionados con la nutrición, salud y suplementación. El equipo de Examine.com está formado por científicos, editores y revisores de varias instituciones académicas y de investigación. Aunque se centra en la investigación de la suplementación, el crecimiento de la compañía ha permitido que se estudien otros áreas básicas de la nutrición.
Examine.com también ofrece una guía sobre el consumo de suplementos por 49 dólares.

## Breve historia
Examine.com fue fundada en 2011 por Sol Orwell y Kurtis Frank, unos alumnos de la Universidad de Toronto que estudiaron nutrición y dietética.
En 2013, Examine.com referenció aproximadamente 17 000 citas para respaldar las reivindicaciones de más de 150 páginas de suplemento. Para ayudar al lector a comprender la información de cada suplemento, Examine.com introdujo una matriz con códigos de colores que resume los efectos que tiene cada suplemento sobre las personas. El sitio cuenta con más de 33 000 citas.
En 2014, la compañía comenzó a revisar la investigación en nutrición mediante la publicación del artículo Digest. En 2015, Forbes entrevistó a  Orwell acerca de sus «siete cifras de negocios», y Fast Company reconoció Examine.com como una de las 10 mejores empresas innovadoras.

## Filosofía
Para asegurar un punto de vista imparcial y neutral, Examine.com no tiene ninguna afiliación con otras compañías de suplementos y los comentarios y las investigaciones derivan de la misión del sitio web. Desde su fundación, Examine.com ha sido criticada por varios medios de comunicación, quienes alegan que el sitio web exagera en las investigaciones sobre la nutrición y la suplementación de productos.
Uno de los objetivos a largo plazo de Examine.com es crear una base de datos con información complementaria, y que se caracterice por la información precisa y fácil de comprender.

## Controversia
En 2014, Examine.com acusó de plagio a varios autores de un artículo publicado en Nutrition & Metabolism. El artículo plagiado fue sobre el alcohol y se tomó de una sección publicada por la web. El documento fue retirado por la revista.